# ثيمبا غوريمبو
ثيمبا تاكورا لورانس غوريمبو (بالإنجليزية: Themba Takura Lawrence Gorimbo؛ مواليد 23 يناير 1991) هو مُقاتل فنون قتالية مختلطة زيمبابوي.

## وصلات خارجية
- ثيمبا غوريمبو على موقع يو إف سي (الإنجليزية)
- ثيمبا غوريمبو على موقع شيردوغ (الإنجليزية)
- ثيمبا غوريمبو على موقع Tapology.com (الإنجليزية)